# The Misleading Lady (film, 1920)
Pour plus de détails, voir Fiche technique et Distribution.
The Misleading Lady est un film américain film muet réalisé par George Irving et George Terwilliger, sorti en 1920.
C'est le remake du film de 1916 : The Misleading Lady (en) de George Irving.
Une  version parlante sera tournée en 1932 : The Misleading Lady, avec Claudette Colbert et Edmund Lowe.

## Synopsis
Jack Craigen, un ingénieur, revient à New York après avoir travaillé en Afrique du Sud. Chez son oncle Cannell, il rencontre Helen Steele et son fiancé Tracey, un auteur de pièces de théâtre. Dans le but de les convaincre de lui donner le rôle principal de leur prochaine production, Helen convainc Cannell et Tracey qu'elle peut séduire Jack, notoirement misogyne, et faire qu'il lui demande de l'épouser en une semaine. Elle y parvient, mais quand Jack apprend ce qu'il en est, il décide de lui donner une leçon. Finalement, après diverses péripéties, il gagne son cœur et elle accepte d'être sa femme. 

## Fiche technique
- Titre original : The Misleading Lady
- Réalisation : George Irving et George Terwilliger
- Scénario : Lois Zellner, d'après la pièce The Misleading Lady de Charles W. Goddard et Paul Dickey (1913)
- Direction artistique : Lester J. Vermilyea
- Photographie : Arthur Martinelli et Sol Polito
- Producteur : Maxwell Karger
- Société de production et de distribution : Metro Pictures Corporation
- Pays de production :  États-Unis
- Langue originale : anglais américain (intertitres)
- Format : noir et blanc — 35 mm — 1,37:1 — film muet
- Genre : comédie
- Durée : 60 minutes (6 bobines)
- Date de sortie : 20 décembre 1920
- Licence : domaine public

## Distribution
- Bert Lytell : Jack Craigen
- Lucy Cotton : Helen Steele
- Frank Currier : Napoleon
- Stephen Grattan : Cannell
- Rae Allen : Mme Cannell
- Cyril Chadwick : Tracey
- Barnett Parker : Steve
- Arthur Housman : un journaliste

## Tournage
George Terwilliger commence le film mais tombe malade lors du tournage de scènes à Stamford (Connecticut), et George Irving prend alors sa place comme réalisateur.